# Louise af Storbritannien, hertuginde af Fife
Louise Victoria Alexandra Dagmar ( 20. februar 1867 – 4. januar 1931), prinsesse af Storbritannien, Princess Royal og gift hertuginde af Fife. Louise var ældste datter af kong Edward 7. af Storbritannien og hans hustru, Alexandra af Danmark.

## Familie
Louise blev født som den ældste datter og 3. barn af prinsen af Wales, den senere Edward 7. og hans hustru Alexandra. Hendes farmoder var den regerende dronning Victoria af Storbritannien, og hendes morfar var den danske kong Christian 9..
Begge hendes bedsteforældre blev kendt som Europas bedsteforældre pga. deres børnebørn, der var spredt over Europa.
Hendes ene bror blev senere kong Georg 5. af Storbritannien, og hendes yngste søster Maud blev dronning af Norge.

## Ungdom
Prinsesse Louise voksede op i Marlborough House, hendes forældres hjem i London, og på Sandringham House i Norfolk, der var familiens egentlige hjem.
Louise fik ligesom sine to søstre en begrænset formel uddannelse. I stedet voksede hun op i et relativ frit miljø, der var inspireret af hendes mors mere borgerlige opdragelse. De tre søstre blev ofte ens klædt af deres mor.

## Ægteskab
Prinsesse Louise blev i 1889 gift med Alexander Duff, der to dage efter brylluppet blev udnævnt til hertug af Fife af dronning Victoria af Storbritannien.
Alexander var 18 år ældre end Louise, og de havde en fælles forfader i kong Georg 3. af Storbritannien. Alexander stammede dog fra en uægte datter af kong Georgs søn.
Alexander var således borgerlig, og det var anden gang at en efterkommer af dronning Victoria giftede sig med en britisk adelsmand.

## Senere liv
Prinsesse Louise levede nu en relativ privat tilværelse.
I 1905 gjorde hendes far hende til Princess Royal, og hun var den 5. prinsesse, der fik denne titel. I samme forbindelse blev hendes to døtre ophøjet til prinsesser af Storbritannien og fik rang lige efter resten af den kongelige familie.
I 1900 havde dronning Victoria ændret arvegangen i hertugdømmet Fife, så den ældste datter nu kunne overtage titlen ved faderens død.
Under en rejse til Egypten i 1911 kæntrede skibet, men familien slap i første omgang uskadt. Alexander blev syg og døde i januar 1912.
Louise døde i 1931.